# Arondismentul 20 din Paris
Arondismentul 20 (în franceză 20e arrondissement) este unul dintre cele douăzeci de arondismente din Paris. Este situat pe malul drept al fluviului Sena. Este delimitat la nord de arondismentul 19, la est de comunele Les Lilas, Bagnolet, Montreuil și Saint-Mandé, la sud de arondismentul 12 și la vest de arondismentul 11. Include cartierele Belleville și Ménilmontant.

## Demografie
| An                      | Populație | Densitate (loc. pe km²) |
| ----------------------- | --------- | ----------------------- |
| 1861                    | 70.060    |                         |
| 1866                    | 87.444    |                         |
| 1872                    | 90.158    |                         |
| 1936 (vârf de populare) | 208.115   | 34.779                  |
| 1962                    | 199.310   | 33.307                  |
| 1968                    | 188.921   | 31.571                  |
| 1975                    | 175.795   | 29.378                  |
| 1982                    | 171.971   | 28.738                  |
| 1990                    | 184.478   | 30.829                  |
| 1999                    | 182.952   | 30.594                  |
| 2010                    | 195.303   | 32.659                  |
| 2012                    | 198.678   | 33.224                  |

## Administrație

### Primăria
| Alegere | Nume                | Partid | Mențiuni                |
| ------- | ------------------- | ------ | ----------------------- |
| 1983    | Didier Bariani      | UDF    | Ales în 1983 și 1989.   |
| 1995    | Michel Charzat      | PS     | Ales în 1995 și 2001.   |
| 2008    | Frédérique Calandra | PS     | Aleasă în 2008 și 2014. |

## Locuri

### Instituții

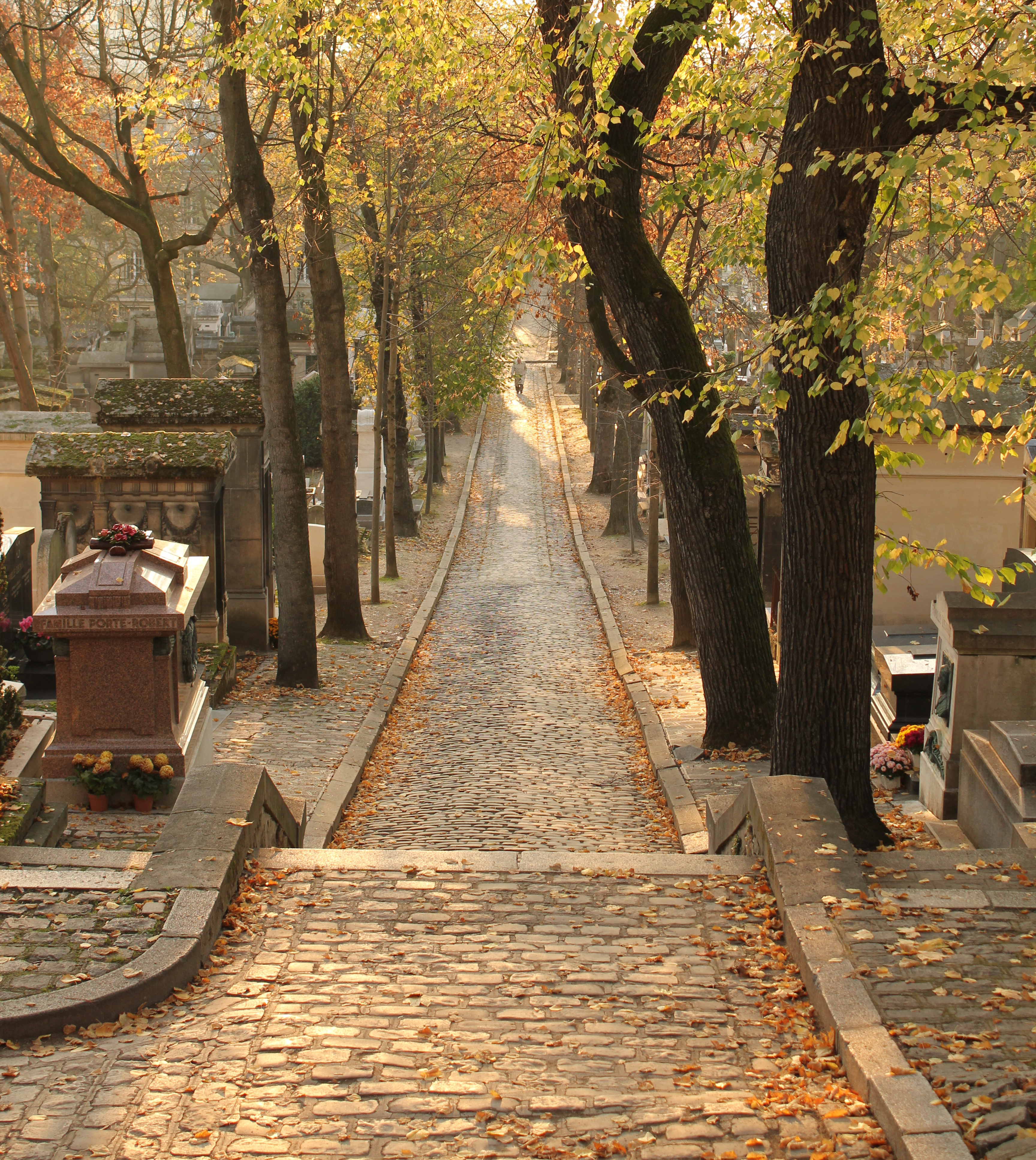
Cimitirul Père-Lachaise

- Cimitirul Père-Lachaise
- Cimitirul Belleville
- École Vitruve
- Lycée Hélène-Boucher
- Lycée Maurice-Ravel

### Principalele monumente
- Monumente civile
  - Pavillon Carré de Baudouin
  - Pavillon de l'Ermitage

- Monumente religioase
  - Chapelle du Père-Lachaise

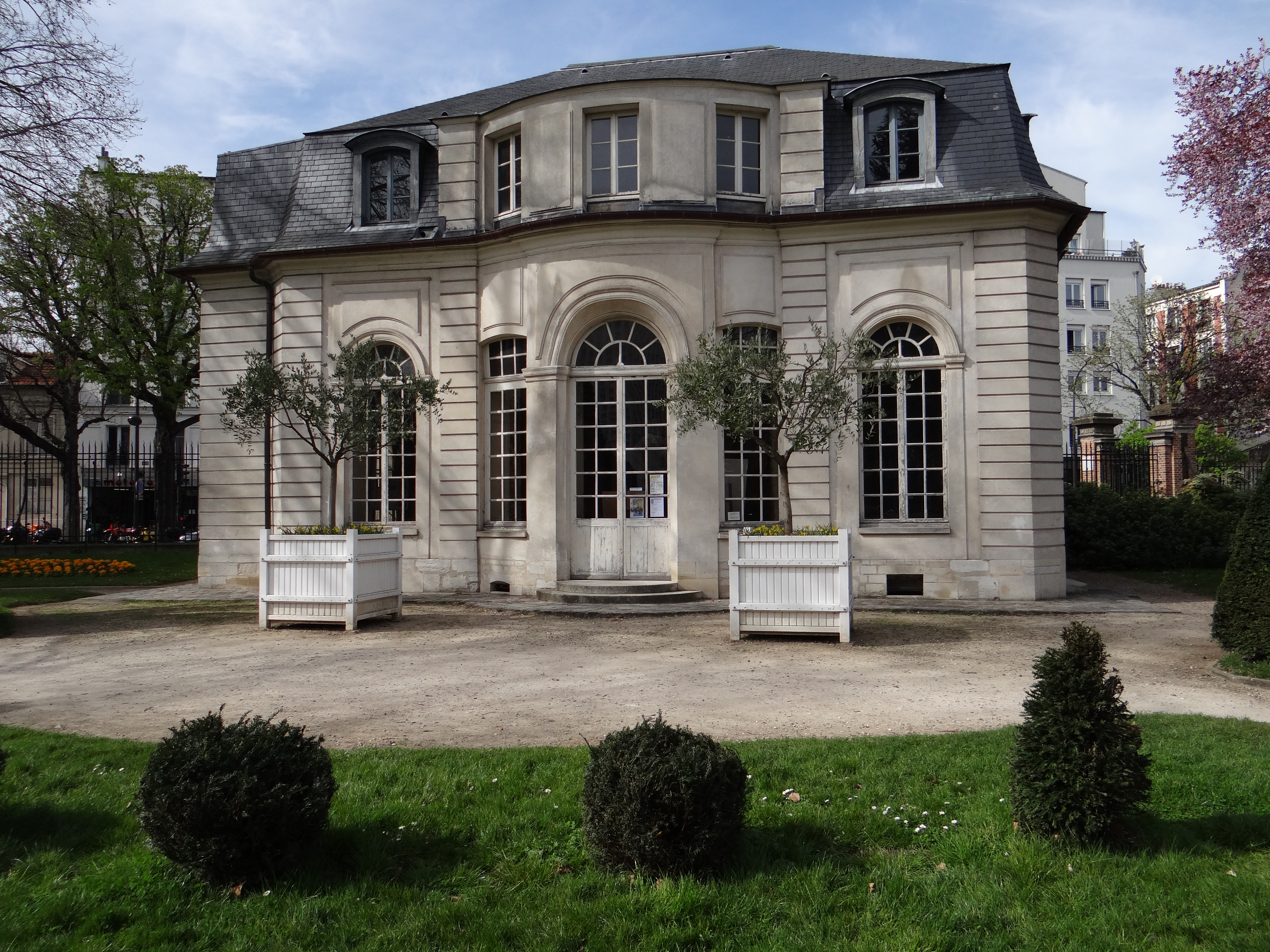
Pavillon de l'Ermitage

  - Chapelle Saint-Charles de la Croix-Saint-Simon
  - Église du Cœur-Eucharistique-de-Jésus
  - Église Notre-Dame-de-Lourdes
  - Église Notre-Dame-de-la-Croix de Ménilmontant
  - Église Notre-Dame-des-Otages
  - Église Saint-Gabriel
  - Église Saint-Germain-de-Charonne
  - Église Saint-Jean-Bosco
  - Église Saint-Cyril Saint Méthode

- Facilități sportive
  - Piscine Georges-Vallerey

- Grădini și parcuri
  - Parc de Belleville

- Sale de spectacole
  - Théâtre national de la Colline

### Piețe și străzi
- avenue Gambetta
- boulevard de Charonne
- boulevard Davout
- boulevard de Ménilmontant
- boulevard Mortier
- cours de Vincennes
- porte de Vincennes
- rue de Bagnolet

## Legături externe
- Site-ul oficial